# El miserere
«El Miserere» es uno de los cuentos englobados dentro de las leyendas de Gustavo Adolfo Bécquer, publicado el 17 de abril de 1862 en El Contemporáneo. Ha sido objeto de varias adaptaciones, como la historieta realizada en 1971 por Carlos Giménez.

## Estructura
Se presentan tres leyendas.
Presentación del relato a través del autor (de Bécquer).
Tres partes relatadas por el anciano:
- Primer capítulo: introducción.
- Segundo capítulo: nudo.
- Tercer capítulo: desenlace.

Conclusión (el autor reaparece de nuevo).

## Relación con otras obras literarias
Esta leyenda la podemos relacionar con La rosa de la pasión, porque ambas son de carácter religioso y también porque tienen relación con la muerte. Asimismo tiene relación con su leyenda La cueva de la mora, ya que cerca de este monasterio cisterciense hay unos balnearios renombrados, como el propio autor dejó escrito en esta leyenda.
Otra obra literaria con la que tiene relación es con el antiguo mito de Anfión, pues tiene su semejanza en que los dos utilizan el poder de la música en relación con las piedras.
Miserere es el nombre que se da al salmo 50 de David en la Biblia por empezar con dicha palabra en la versión latina. El Miserere de Allegri se canta a cappella. Está escrito para dos coros, uno de cuatro voces y otro de cinco. El primer coro canta una versión simple del tema original y el otro, a cierta distancia, canta un comentario más elaborado. Esta obra constituye uno de los mejores ejemplos del estilo polifónico del Renacimiento, llamado en el siglo XVII stile antico o prima prattica, y denota las influencias combinadas de la escuela romana (Palestrina) y veneciana (Andrea y Giovanni Gabrielli, el coro doble).

## Adaptaciones a otros medios
En el número 8 de la revista Trinca, correspondiente a febrero de 1971, se publicó una adaptación a historieta por Carlos Giménez. En esta edición, el director de la revista, Isidoro Carvajal, sustituyó la frase "¿Me habrán engañado?", que ya aparecía en el texto becqueriano original, por "¡Dios mío!". Ese mismo año, Antonio Lara calificaba esta historieta como "una de las mejores obras de la especialidad, no sólo en España, sino en todo el mundo". destacando la perfecta ligazón de música, textos, grafías e imágenes en un ritmo visual que se adecúa perfectamente al material literario entre la realidad y la pesadilla que constituye su punto de partida. Este teórico no deja, sin embargo, de criticar la definición formularía de los rostros, y ciertos excesos formales en alguna viñeta.

## Representación teatral del miserere
Para escribir el miserere Bécquer se inspiró en el 1º monasterio Cister de España, en Autol (La Rioja). Desde hace ya 19 años se hace la representación del Miserere en dicho monasterio a más de 1100 m de altura, en pleno monte.
- página web de la representación del miserere